# Santiago Naveda
Santiago Naveda Lara (Città del Messico, 16 aprile 2001) è un calciatore messicano, centrocampista del Santos Laguna in prestito dall'América.

## Caratteristiche tecniche
Centrocampista centrale con caratteristiche difensive, dichiara di ispirarsi al connazionale Pável Pardo ed a Guido Rodríguez.

## Carriera

### Club
Cresciuto nel settore giovanile dell'América, debutta in prima squadra il 17 dicembre 2020 in occasione dell'incontro di CONCACAF Champions League perso 1-0 contro l'Atlanta United; il 10 gennaio seguente esordisce anche in Liga MX contro l'Atlético San Luis ed il 14 febbraio realizza la sua prima rete aprendo le marcature dell'incontro casalingo vinto 2-1 contro il Querétaro.

### Nazionale
Ha giocato nelle nazionali giovanili messicane Under-18 ed Under-20.

## Statistiche
Statistiche aggiornate all'8 aprile 2020.

### Presenze e reti nei club
| Stagione        | Squadra         | Campionato      | Campionato | Campionato | Coppe nazionali | Coppe nazionali | Coppe nazionali | Coppe continentali | Coppe continentali | Coppe continentali | Altre coppe | Altre coppe | Altre coppe | Totale | Totale | Totale |
| Stagione        | Squadra         | Comp            | Pres       | Reti       | Comp            | Pres            | Reti            | Comp               | Pres               | Reti               | Comp        | Pres        | Reti        | Pres   | Reti   |        |
| --------------- | --------------- | --------------- | ---------- | ---------- | --------------- | --------------- | --------------- | ------------------ | ------------------ | ------------------ | ----------- | ----------- | ----------- | ------ | ------ | ------ |
| 2019-2020       | América         | LMX             | 0          | 0          | CM              | 0               | 0               | CCL                | 2                  | 0                  |             | -           | -           | 2      | 0      |        |
| 2020-2021       | América         | LMX             | 13         | 1          | -               | -               | -               | CCL                | 1                  | 0                  |             | -           | -           | 14     | 1      |        |
| Totale carriera | Totale carriera | Totale carriera | 13         | 1          |                 | 0               | 0               |                    | 3                  | 0                  |             | -           | -           | 16     | 1      |        |

## Palmarès
- Campionato messicano: 2

América: Apertura 2023, Clausura 2024